# Taylor Townsend (tennista)
Taylor Townsend (Chicago, 16 aprile 1996) è una tennista statunitense.
A livello juniores ha ottenuto ottimi risultati, vincendo gli Australian Open junior sia in singolare che in doppio nella stessa edizione e diventando numero uno del mondo.
Entrando tra i professionisti, è diventata una giocatrice prevalentemente di doppio, aggiudicandosi in tale specialità 6 titoli WTA, tra cui il prestigioso Western & Southern Open 2023 e soprattutto il torneo di Wimbledon 2024 in coppia con Kateřina Siniaková. Il suo miglior piazzamento in classifica di doppio femminile è stata la posizione numero 1, raggiunta il 26 Luglio 2025 a seguito della finale del torneo di Washington, in coppia con Zhang.
In singolare è stata numero 57 del mondo e, nelle prove del Grande Slam, vanta come miglior risultato gli ottavi di finale agli US Open 2019.

## Carriera

### Junior
Tennista USA ottiene ottimi risultati nel circuito Juniores: agli US Open 2011 arriva fino alla finale del doppio ragazze insieme alla connazionale Gabrielle Andrews ma vengono sconfitte da Irina Chromačëva e Demi Schuurs. Al primo Slam del 2012, gli Australian Open, conquista sia il singolare che il doppio ragazze. Nella prima finale sconfigge in tre set la kazaka Julija Putinceva, nel doppio partecipa nuovamente con Gabrielle Andrews e supera in finale Irina Khromacheva e Danka Kovinić.
Il 23 aprile 2012 raggiunge la prima posizione in classifica superando Ashleigh Barty.
Insieme a Gabrielle Andrews si ripresenta alla finale degli US Open nel doppio ragazze e riescono a vendicare la sconfitta dell'anno precedente superando in due set Belinda Bencic e Petra Uberalová. A Wimbledon 2013 avanza fino alla finale prima di arrendersi in un match combattuto alla numero uno al mondo Belinda Bencic.

### Professionista
Partecipa al doppio femminile e doppio misto degli US Open 2011 grazie a delle wildcard. Nel torneo riservato alle donne scende in campo insieme a Jessica Pegula e la coppia raggiunge il terzo turno prima di essere eliminata da Vania King e Jaroslava Švedova. Nel doppio misto partecipa assieme a Donald Young, ma non riescono a superare il primo turno.
Fa il suo esordio negli Slam in singolare a Parigi 2014 dove raggiunge il terzo turno eliminando la connazionale Vania King e la tennista di casa Alizé Cornet.
Townsend partecipa poi agli Australian Open 2019, venendo estromessa alla prima partita dalla testa di serie n. 5 Sloane Stephens per 4-6 2-6.

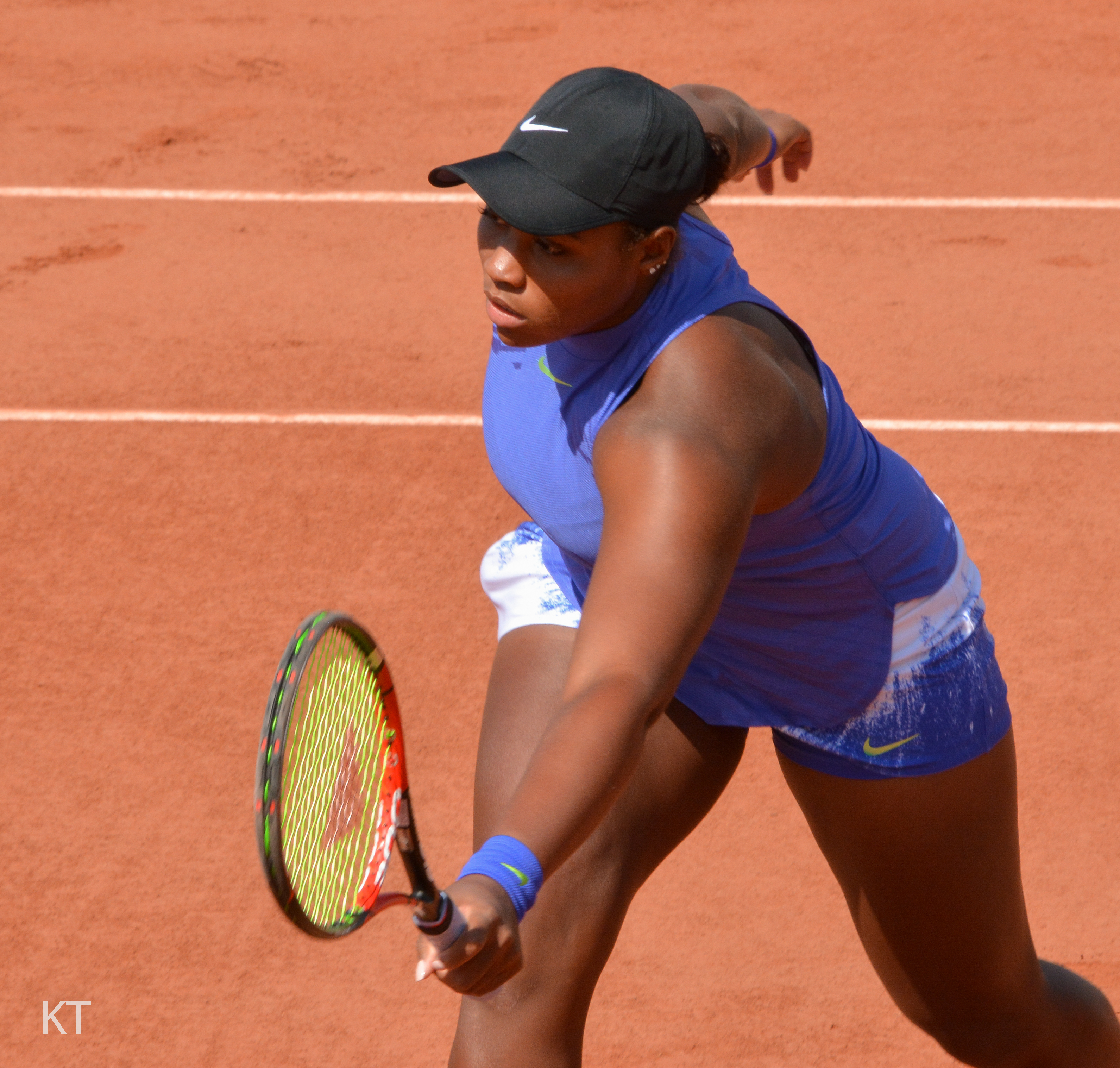
Taylor Townsend al Roland Garros 2017

Si qualifica per il tabellone principale degli US Open 2019. Dopo aver superato al primo turno Kateryna Kozlova, si impone a sorpresa sulla numero quattro del mondo Simona Halep, reduce dalla vittoria del torneo di Wimbledon, con il punteggio di 2-6 6-3 7–6(4), annullando anche un match point a favore della romena. Questa rappresenta la prima vittoria di Townsend contro una Top 10 dopo undici tentativi; la partita ha avuto un forte impatto mediatico, anche grazie alle 106 discese a rete da parte della statunitense, che costituiscono un'eccezione nel tennis femminile. Al terzo turno sconfigge Sorana Cîrstea per 7-5 6-2, approdando per la prima volta agli ottavi di finale di uno Slam in singolare, dove però perde contro la futura campionessa Bianca Andreescu per 1-6 6-4 2-6.
Il primo torneo del 2020 per la Townsend sono gli ASB Classic a Auckland, dove si presenta sia in singolare, sia in doppio, in coppia con Asia Muhammad. Nel singolare viene sconfitta all'esordio da Caroline Garcia per 5-7 6-3 5-7, mentre nel doppio la coppia si spinge fino alla finale, dove si scontra con Serena Williams e Caroline Wozniacki, vincendo con un doppio 6-4 e aggiudicandosi il torneo. Seguono poi gli Australian Open 2020, e anche qui la Townsend si presenta in entrambe le specialità; in doppio fa stavolta coppia con la belga Kirsten Flipkens. Al primo turno del singolare sconfigge la connazionale Jessica Pegula per 6-4 7–6(5), ma nel secondo viene estromessa da Anastasija Pavljučenkova per 5-7 6(1)–7. Nel doppio Townsend e Flipkens giungono al secondo turno, perdendo poi contro le numero 4 del seeding, le ceche Kateřina Siniaková e Barbora Krejčíková, per 6-3 1-6 3-6.
Agli US Open 2023 si presenta in singolare (da numero 132 del mondo), in doppio e in doppio misto. In singolare accede direttamente al tabellone principale in sostituzione della romena Simona Halep, impossibilitata a giocare poiché sospesa per doping. Al primo turno elimina Varvara Gračëva per 6-4 6-2 e poi la numero 19 del mondo Beatriz Haddad Maia per 7-61 7-5. Al terzo turno affronta la numero 10 del mondo Karolína Muchová, recente finalista del Roland Garros, contro cui perde 60-7 3-6. Nel misto, assieme al connazionale Ben Shelton, raggiunge la sua prima semifinale nella specialità: nel match valevole per la finale, si arrendono ai connazionali Pegula/Krajicek al super-tiebreak. Prende in seguito parte al torneo di Guadalajara, dove elimina al primo turno Elvina Kalieva e poi perde da Emiliana Arango.
Nel 2024, dopo il titolo ad Adelaide con Haddad Maia, vince il suo primo trofeo slam a Wimbledon in coppia con Kateřina Siniaková, battendo in finale Routliffe/Dabrowski in due tie-break.

## Statistiche WTA

### Doppio

#### Vittorie (10)
| Legenda               | Legenda      |
| --------------------- | ------------ |
| Grande Slam (2)       |              |
| Ori Olimpici (0)      |              |
| WTA Finals (0)        |              |
| WTA Elite Trophy (0)  |              |
| Dal 2009 al 2020      | Dal 2021     |
| Premier Mandatory (0) | WTA 1000 (2) |
| Premier 5 (0)         | WTA 1000 (2) |
| Premier (0)           | WTA 500 (5)  |
| International (1)     | WTA 250 (0)  |

| N.  | Data             | Torneo                               | Superficie | Compagna            | Avversarie in finale                    | Punteggio           |
| 1.  | 12 gennaio 2020  | ASB Classic, Auckland                | Cemento    | Asia Muhammad       | Serena Williams Caroline Wozniacki      | 6-4, 6-4            |
| 2.  | 7 gennaio 2023   | Adelaide International, Adelaide     | Cemento    | Asia Muhammad       | Storm Hunter Kateřina Siniaková         | 6-2, 7-6(2)         |
| 3.  | 13 gennaio 2023  | Adelaide International, Adelaide (2) | Cemento    | Luisa Stefani       | Anastasija Pavljučenkova Elena Rybakina | 7-5, 7-6(3)         |
| 4.  | 19 agosto 2023   | Cincinnati Open, Cincinnati          | Cemento    | Alycia Parks        | Nicole Melichar-Martinez Ellen Perez    | 6(1)-7, 6-4, [10-6] |
| 5.  | 12 gennaio 2024  | Adelaide International, Adelaide (3) | Cemento    | Beatriz Haddad Maia | Caroline Garcia Kristina Mladenovic     | 7-5, 6-3            |
| 6.  | 13 luglio 2024   | Torneo di Wimbledon, Londra          | Erba       | Kateřina Siniaková  | Gabriela Dabrowski Erin Routliffe       | 7-6(5), 7-6(1)      |
| 7.  | 3 agosto 2024    | Washington Open, Washington          | Cemento    | Asia Muhammad       | Jiang Xinyu Wu Fang-hsien               | 7-6(0), 6-3         |
| 8.  | 26 gennaio 2025  | Australian Open, Melbourne           | Cemento    | Kateřina Siniaková  | Hsieh Su-wei Jeļena Ostapenko           | 6-2, 6(4)-7, 6-3    |
| 9.  | 22 febbraio 2025 | Dubai Tennis Championships, Dubai    | Cemento    | Kateřina Siniaková  | Hsieh Su-wei Jeļena Ostapenko           | 7-6(5), 6-4         |
| 10. | 26 luglio 2025   | Washington Open, Washington (2)      | Cemento    | Zhang Shuai         | Caroline Dolehide Sofia Kenin           | 6-1, 6-1            |

#### Sconfitte (7)
| Legenda               | Legenda      |
| --------------------- | ------------ |
| Grande Slam (2)       |              |
| Argenti Olimpici (0)  |              |
| WTA Finals (1)        |              |
| WTA Elite Trophy (0)  |              |
| Dal 2009 al 2020      | Dal 2021     |
| Premier Mandatory (0) | WTA 1000 (2) |
| Premier 5 (0)         | WTA 1000 (2) |
| Premier (0)           | WTA 500 (0)  |
| International (2)     | WTA 250 (0)  |

| N. | Data              | Torneo                      | Superficie  | Compagna           | Avversarie in finale                  | Punteggio         |
| 1. | 3 agosto 2013     | Washington Open, Washington | Cemento     | Eugenie Bouchard   | Shūko Aoyama Vera Duševina            | 3-6, 3-6          |
| 2. | 6 gennaio 2019    | ASB Classic, Auckland       | Cemento     | Paige Hourigan     | Eugenie Bouchard Sofia Kenin          | 6-1, 1-6, [7-10]  |
| 3. | 11 settembre 2022 | US Open, New York           | Cemento     | Caty McNally       | Barbora Krejčíková Kateřina Siniaková | 6-3, 5-7, 1-6     |
| 4. | 2 aprile 2023     | Miami Open, Miami Gardens   | Cemento     | Leylah Fernandez   | Coco Gauff Jessica Pegula             | 6(6)-7, 2-6       |
| 5. | 11 giugno 2023    | Open di Francia, Parigi     | Terra rossa | Leylah Fernandez   | Hsieh Su-wei Wang Xinyu               | 6-1, 6(5)-7, 1-6  |
| 6. | 9 novembre 2024   | WTA Finals, Riad            | Cemento (i) | Kateřina Siniaková | Gabriela Dabrowski Erin Routliffe     | 5-7, 3-6          |
| 7. | 6 agosto 2025     | Canadian Open, Montréal     | Cemento     | Zhang Shuai        | Coco Gauff McCartney Kessler          | 4-6, 6-1, [11-13] |

### Doppio misto

#### Sconfitte (2)
| Legenda                 |
| ----------------------- |
| Australian Open (0)     |
| Open di Francia (1)     |
| Torneo di Wimbledon (0) |
| US Open (1)             |
| Argenti Olimpici (0)    |

| N. | Anno             | Torneo                  | Superficie  | Compagno     | Avversari in finale          | Punteggio   |
| 1. | 5 settembre 2024 | US Open, New York       | Cemento     | Donald Young | Sara Errani Andrea Vavassori | 6(0)-7, 5-7 |
| 2. | 5 giugno 2025    | Open di Francia, Parigi | Terra rossa | Evan King    | Sara Errani Andrea Vavassori | 4-6, 2-6    |

## Circuito WTA 125

### Singolare

#### Sconfitte (1)
| N. | Data           | Torneo                       | Superficie  | Avversaria in finale | Punteggio |
| 1. | 21 maggio 2023 | Firenze Ladies Open, Firenze | Terra rossa | Jasmine Paolini      | 3-6, 5-7  |

### Doppio

#### Vittorie (2)
| N. | Data         | Torneo                                    | Superficie | Compagna         | Avversarie in finale        | Punteggio |
| 1. | 3 marzo 2018 | Indian Wells Challenger, Indian Wells     | Cemento    | Yanina Wickmayer | Jennifer Brady Vania King   | 6-4, 6-4  |
| 2. | 7 marzo 2020 | Indian Wells Challenger, Indian Wells (2) | Cemento    | Asia Muhammad    | Caty McNally Jessica Pegula | 6-4, 6-4  |

#### Sconfitte (2)
| N. | Data            | Torneo                                  | Superficie | Compagna         | Avversarie in finale              | Punteggio   |
| 1. | 26 gennaio 2019 | Newport Beach Challenger, Newport Beach | Cemento    | Yanina Wickmayer | Hayley Carter Ena Shibahara       | 3-6, 6(1)-7 |
| 2. | 2 marzo 2019    | Indian Wells Challenger, Indian Wells   | Cemento    | Yanina Wickmayer | Kristýna Plíšková Evgenija Rodina | 6(7)-7, 4-6 |

## Statistiche ITF

### Singolare

#### Vittorie (14)
| Torneo $100.000 (2) |
| Torneo $80.000 (5)  |
| Torneo $75.000 (0)  |
| Torneo $60.000 (1)  |
| Torneo $50.000 (3)  |
| Torneo $40.000 (0)  |
| Torneo $25.000 (3)  |
| Torneo $15.000 (0)  |
| Torneo $10.000 (0)  |

| N.  | Data             | Torneo                                                   | Superficie  | Avversaria           | Punteggio     |
| 1.  | 27 aprile 2014   | Boyd Tinsley Women's Clay Court Classic, Charlottesville | Terra verde | Montserrat González  | 6-2, 6-3      |
| 2.  | 4 maggio 2014    | Audi Melbourne Pro Tennis Classic, Indian Harbour Beach  | Terra verde | Julija Putinceva     | 6-1, 6-1      |
| 3.  | 30 aprile 2016   | Boyd Tinsley Women's Clay Court Classic, Charlottesville | Terra verde | Grace Min            | 7-5, 6-1      |
| 4.  | 15 ottobre 2017  | Palmetto PRO Open, Sumter                                | Cemento     | Ulrikke Eikeri       | 6-2, 6-1      |
| 5.  | 22 ottobre 2017  | Florence Open, Florence                                  | Cemento     | Ysaline Bonaventure  | 6-1, 7-5      |
| 6.  | 12 novembre 2017 | Waco Showdown, Waco                                      | Cemento     | Ajla Tomljanović     | 6-3, 2-6, 6-2 |
| 7.  | 22 aprile 2018   | Dothan Pro Tennis Classic, Dothan                        | Terra verde | Mariana Duque Mariño | 6-2, 2-6, 6-1 |
| 8.  | 6 maggio 2018    | LTP Charleston Pro Tennis, Charleston                    | Terra verde | Madison Brengle      | 6-0, 6-4      |
| 9.  | 17 giugno 2018   | Palmetto PRO Open, Sumter                                | Cemento     | Alizé Lim            | w/o           |
| 10. | 5 maggio 2019    | LTP Charleston Pro Tennis, Charleston                    | Terra verde | Whitney Osuigwe      | 6-4, 6-4      |
| 11. | 1º maggio 2022   | LTP Charleston Pro Tennis, Charleston                    | Terra verde | Wang Xiyu            | 6-3, 6-2      |
| 12. | 30 ottobre 2022  | Christus Health Pro Challenge, Tyler                     | Cemento     | Yuan Yue             | 6-4, 6-2      |
| 13. | 1º ottobre 2023  | Central Coast Pro Tennis Open, Templeton                 | Cemento     | Renata Zarazúa       | 6-3, 6-1      |
| 14. | 22 ottobre 2023  | Mercer Tennis Classic, Macon                             | Cemento     | Panna Udvardy        | 6-3, 6-4      |

#### Sconfitte (3)
| Torneo $100.000 (0) |
| Torneo $80.000 (0)  |
| Torneo $75.000 (1)  |
| Torneo $60.000 (0)  |
| Torneo $50.000 (1)  |
| Torneo $40.000 (0)  |
| Torneo $25.000 (1)  |
| Torneo $15.000 (0)  |
| Torneo $10.000 (0)  |

| N. | Data           | Torneo                                                           | Superficie  | Avversaria       | Punteggio   |
| 1. | 18 aprile 2016 | Dothan Pro Tennis Classic, Dothan                                | Terra verde | Rebecca Peterson | 4–6, 2–6    |
| 2. | 8 maggio 2016  | Revolution Technologies Pro Tennis Classic, Indian Harbour Beach | Terra verde | Jennifer Brady   | 3–6, 5–7    |
| 3. | 21 maggio 2017 | ITF Women's Circuit Naples, Naples                               | Terra verde | Sof'ja Žuk       | 4–6, 6(3)–7 |

### Doppio

#### Vittorie (17)
| Torneo $100.000 (1) |
| Torneo $80.000 (2)  |
| Torneo $75.000 (0)  |
| Torneo $60.000 (0)  |
| Torneo $50.000 (10) |
| Torneo $40.000 (0)  |
| Torneo $25.000 (4)  |
| Torneo $15.000 (0)  |
| Torneo $10.000 (0)  |

| N.  | Data             | Torneo                                                          | Superficie  | Partner            | Avversarie                           | Punteggio           |
| 1.  | 27 aprile 2014   | Boyd Tinsley Women's Clay Court Classic, Charlottesville        | Terra verde | Asia Muhammad      | Irina Falconi Maria Sanchez          | 6-3, 6-1            |
| 2.  | 4 maggio 2014    | Audi Melbourne Pro Tennis Classic, Indian Harbour Beach         | Terra verde | Asia Muhammad      | Jan Abaza Sanaz Marand               | 6-2, 6-1            |
| 3.  | 31 ottobre 2014  | Tevlin Women's Challenger, Toronto                              | Cemento (i) | Maria Sanchez      | Gabriela Dabrowski Tatjana Maria     | 7-5, 4-6, [15-13]   |
| 4.  | 10 maggio 2015   | Audi Melbourne Pro Tennis Classic, Indian Harbour Beach         | Terra verde | Maria Sanchez      | Angelina Gabueva Alexandra Stevenson | 6-0, 6-1            |
| 5.  | 28 febbraio 2016 | Del Mar Financial Partners Inc. Open, Rancho Santa Fe           | Cemento     | Asia Muhammad      | Jessica Pegula Carol Zhao            | 6-3, 6-4            |
| 6.  | 3 aprile 2016    | Oaks Club Challenger, Osprey                                    | Cemento     | Asia Muhammad      | Louisa Chirico Katerina Stewart      | 6–1, 6(5)–7, [10–4] |
| 7.  | 16 aprile 2016   | Pelham Racquet Club Women's $25K Pro Circuit Challenger, Pelham | Terra verde | Asia Muhammad      | Sophie Chang Caitlin Whoriskey       | 6-2, 6-3            |
| 8.  | 24 aprile 2016   | Dothan Pro Tennis Classic, Dothan                               | Terra verde | Asia Muhammad      | Caitlin Whoriskey Keri Wong          | 6-0, 6-1            |
| 9.  | 30 aprile 2016   | Boyd Tinsley Women's Clay Court Classic, Charlottesville        | Terra verde | Asia Muhammad      | Aleksandra Panova Shelby Rogers      | 7-6(4), 6-0         |
| 10. | 30 ottobre 2016  | ButlerCars.com Tennis Classic, Macon                            | Cemento     | Michaëlla Krajicek | Sabrina Santamaria Keri Wong         | 3-6, 6-2, [10-6]    |
| 11. | 6 novembre 2016  | CopperWynd Pro Women's Challenge, Scottsdale                    | Cemento     | Ingrid Neel        | Samantha Crawford Melanie Oudin      | 6-4, 6-3            |
| 12. | 12 novembre 2016 | Waco Showdown, Waco                                             | Cemento     | Michaëlla Krajicek | Mihaela Buzărnescu Renata Zarazúa    | w/o                 |
| 13. | 15 ottobre 2017  | Palmetto PRO Open, Sumter                                       | Sintetico   | Jessica Pegula     | Alexandra Mueller Caitlin Whoriskey  | 4-6, 7-5, [10-5]    |
| 14. | 21 ottobre 2017  | Florence Open, Florence                                         | Cemento     | Maria Sanchez      | Tara Moore Amra Sadiković            | 6-1, 6-2            |
| 15. | 4 novembre 2017  | RBC Pro Challenge, Tyler                                        | Cemento     | Jessica Pegula     | Jamie Loeb Rebecca Peterson          | 6-4, 6-1            |
| 16. | 28 aprile 2019   | Boyd Tinsley Women's Clay Court Classic, Charlottesville        | Terra verde | Asia Muhammad      | Lucie Hradecká Katarzyna Kawa        | 4-6, 7-5, [10-3]    |
| 17. | 5 maggio 2019    | LTP Charleston Pro Tennis, Charleston                           | Terra verde | Asia Muhammad      | Madison Brengle Lauren Davis         | 6-2, 6-2            |

#### Sconfitte (7)
| Torneo $100.000 (0) |
| Torneo $80.000 (1)  |
| Torneo $75.000 (1)  |
| Torneo $60.000 (0)  |
| Torneo $50.000 (3)  |
| Torneo $40.000 (0)  |
| Torneo $25.000 (2)  |
| Torneo $15.000 (0)  |
| Torneo $10.000 (0)  |

| N. | Data              | Torneo                                                | Superficie  | Partner             | Avversarie                           | Punteggio           |
| 1. | 22 settembre 2013 | Coleman Vision Tennis Championships, Albuquerque      | Cemento     | Melanie Oudin       | Eléni Daniilídou CoCo Vandeweghe     | 4–6, 6(2)–7         |
| 2. | 4 novembre 2013   | John Newcombe Women's Pro Challenge, New Braunfels    | Cemento     | Asia Muhammad       | Anna Tatišvili CoCo Vandeweghe       | 6–3, 3–6, [11–13]   |
| 3. | 31 gennaio 2016   | Honolulu Challenger, Lahaina                          | Cemento     | Jessica Pegula      | Asia Muhammad Maria Sanchez          | 2–6, 6–3, [6–10]    |
| 4. | 17 settembre 2016 | One Love Tennis Open, Atlanta                         | Cemento     | Alexandra Stevenson | Ingrid Neel Luisa Stefani            | 6–4, 4–6, [5–10]    |
| 5. | 14 maggio 2017    | Sanchez-Casal Women's Pro Circuit, Naples             | Terra verde | Danielle Collins    | Emina Bektas Sanaz Marand            | 6(1)-7, 1-6         |
| 6. | 11 novembre 2017  | Waco Showdown, Waco                                   | Cemento     | Jessica Pegula      | Sofia Kenin Anastasija Komardina     | 5–7, 7–5, [9–11]    |
| 7. | 24 febbraio 2018  | Del Mar Financial Partners Inc. Open, Rancho Santa Fe | Cemento     | Eva Hrdinová        | Kaitlyn Christian Sabrina Santamaria | 7–6(6), 1–6, [6–10] |

## Grand Slam Junior

### Singolare

#### Vittorie (1)
| Tornei del Grande Slam  |
| ----------------------- |
| Australian Open (1)     |
| Open di Francia (0)     |
| Torneo di Wimbledon (0) |
| US Open (0)             |

| N. | Data            | Torneo                     | Superficie | Avversaria in finale | Punteggio     |
| 1. | 28 gennaio 2012 | Australian Open, Melbourne | Cemento    | Julija Putinceva     | 6-1, 3-6, 6-3 |

#### Sconfitte (1)
| Tornei del Grande Slam  |
| ----------------------- |
| Australian Open (0)     |
| Open di Francia (0)     |
| Torneo di Wimbledon (1) |
| US Open (0)             |

| N. | Data          | Torneo                      | Superficie | Avversaria in finale | Punteggio     |
| 1. | 6 luglio 2013 | Torneo di Wimbledon, Londra | Erba       | Belinda Bencic       | 6-4, 1-6, 4-6 |

### Doppio

#### Vittorie (3)
| Tornei del Grande Slam  |
| ----------------------- |
| Australian Open (1)     |
| Open di Francia (0)     |
| Torneo di Wimbledon (1) |
| US Open (1)             |

| N. | Data             | Torneo                      | Superficie | Compagna          | Avversarie in finale           | Punteggio        |
| 1. | 28 gennaio 2012  | Australian Open, Melbourne  | Cemento    | Gabrielle Andrews | Irina Chromačëva Danka Kovinić | 5-7, 7-5, [10-6] |
| 2. | 7 luglio 2012    | Torneo di Wimbledon, Londra | Erba       | Eugenie Bouchard  | Belinda Bencic Ana Konjuh      | 6-4, 6-3         |
| 3. | 8 settembre 2012 | US Open, New York           | Cemento    | Gabrielle Andrews | Belinda Bencic Petra Uberalová | 6-4, 6-3         |

#### Sconfitte (1)
| Tornei del Grande Slam  |
| ----------------------- |
| Australian Open (0)     |
| Open di Francia (0)     |
| Torneo di Wimbledon (0) |
| US Open (1)             |

| N. | Data              | Torneo            | Superficie | Compagna          | Avversarie in finale          | Punteggio        |
| 1. | 10 settembre 2011 | US Open, New York | Cemento    | Gabrielle Andrews | Irina Chromačëva Demi Schuurs | 4-6, 7-5, [5-10] |

## Risultati in progressione
| Sigla | Risultato               |
| ----- | ----------------------- |
| V     | Vincitore               |
| F     | Finalista               |
| SF    | Semifinalista           |
| O     | Oro olimpico            |
| A     | Argento olimpico        |
| SF    | Bronzo olimpico         |
| QF    | Quarti di Finale        |
| 4T    | Quarto turno            |
| 3T    | Terzo turno             |
| 2T    | Secondo turno           |
| 1T    | Primo turno             |
| RR    | Round Robin             |
| LQ    | Turno di qualificazione |
| A     | Assente                 |
| ND    | Non disputato           |

| Legenda superfici    |
| -------------------- |
| Cemento              |
| Terra battuta        |
| Erba                 |
| Superficie variabile |

### Singolare nei tornei del Grande Slam
| Torneo          | 2011 | 2012 | 2013 | 2014 | 2015 | 2016 | 2017 | 2018 | 2019 | 2020 | 2021 | 2022 | 2023 | V–S |
| --------------- | ---- | ---- | ---- | ---- | ---- | ---- | ---- | ---- | ---- | ---- | ---- | ---- | ---- | --- |
| Australian Open | A    | A    | A    | A    | 1T   | A    | Q3   | 1T   | A    | 2T   | A    | A    | 2T   | 2–4 |
| Open di Francia | A    | A    | A    | 3T   | 1T   | 2T   | 2T   | 2T   | 1T   | A    | A    | 1T   |      | 5–7 |
| Wimbledon       | A    | A    | A    | 1T   | A    | Q2   | Q1   | 2T   | 2T   | A    | A    | A    |      | 2–3 |
| US Open         | Q2   | A    | Q3   | 1T   | Q2   | 1T   | 1T   | 2T   | 4T   | 1T   | A    | 1T   |      | 4–7 |
| Totale          | 0–0  | 0–0  | 0–0  | 2–3  | 0–2  | 0–2  | 0–2  | 3–4  | 3–2  | 1–2  | 0–0  | 0–2  | 1–1  | 2–5 |

### Doppio nei tornei del Grande Slam
| Torneo          | 2011 | 2012 | 2013 | 2014 | 2015 | V–S |
| --------------- | ---- | ---- | ---- | ---- | ---- | --- |
| Australian Open | A    | A    | A    | A    | A    | 0–0 |
| Open di Francia | A    | A    | A    | A    | A    | 0–0 |
| Wimbledon       | A    | A    | A    | A    |      | 0–0 |
| US Open         | 3T   | A    | 1T   | 1T   |      | 2–3 |
| Totale          | 2–1  | 0–0  | 0–1  | 0–1  | 0–0  | 2–3 |

### Doppio misto nei tornei del Grande Slam
| Torneo          | 2011 | 2012 | 2013 | 2014 |
| --------------- | ---- | ---- | ---- | ---- |
| Australian Open | A    | A    | A    | A    |
| Open di Francia | A    | A    | A    | A    |
| Wimbledon       | A    | A    | A    | A    |
| US Open         | 1T   | A    | A    | SF   |

## Vittorie contro giocatrici top 10
| Stagione | 2019 | 2020 | 2021 | 2022 | 2023 | Totale |
| Vittorie | 1    | 0    | 0    | 0    | 1    | 2      |

| #    | Giocatrice     | Ranking | Evento                        | Superficie  | Turno | Punteggio        | Rank. TTR |
| ---- | -------------- | ------- | ----------------------------- | ----------- | ----- | ---------------- | --------- |
| 2019 |                |         |                               |             |       |                  |           |
| 1.   | Simona Halep   | 4       | US Open, New York             | Cemento     | 2T    | 2-6, 6-3, 7-6(4) | 116       |
| 2023 |                |         |                               |             |       |                  |           |
| 2.   | Jessica Pegula | 3       | Internazionali d'Italia, Roma | Terra rossa | 2T    | 6-2, 3-6, 6-3    | 168       |